# Петар Чкламовський
Петар Чкламовський (мак. Петар Чкламовски, англ. Peter Cklamovski, нар. 16 жовтня 1978, Сідней) — австралійський футбольний тренер македонського походження, який з початку 2025 року працює головним тренером національної збірної Малайзії. Протягом своєї кар'єри він тісно співпрацював з Анге Постекоглу, і зробив внесок у значні досягнення австралійського футболу, зокрема в перемогу на Кубку Азії 2015 року, перший великий трофей австралійського футболу, а також брав участь у відбірковому турнірі до чемпіонату світу 2014 року та Кубку конфедерацій 2017 року. Чкламовський також керував юнацькою збірною Австралії віком гравців до 17 років, з якою провів відбірковий турнір юнацького чемпіонату Азії 2018 року. Пізніше він увійшов до тренерського штабу японського клубу «Йокогама Ф. Марінос», допомігши команді виграти Джей-лігу 2019 року, перший виграш з 2004 року.
У 2020 році Чкламовський став головним тренером японського клубу Джей-ліги 1 «Сімідзу С-Палс». Пізніше він керував діями клубу Джей-ліги 2 «Монтедіо Ямаґата», де провів трансформацію стилю команди в атакуючий, орієнтований на перемогу підхід. Під час його перебування клуб досяг свого найкращого відсотка перемог і очок за гру в історії, уникнувши пониження, та наблизившись до підвищення в 2022 році.

## Молоді роки, ігрова кар'єра та освіта
Петар Чкламовський грав в Австралії в Суперлізі Нового Південного Уельсу в складі клубів «Рокдейл Сіті Санс» і «Боннірігг Вайт Іглз». На юніорському рівні Чкламовський грав за юнацьку команду «Рокдейл Сіті Санс», та грав у юнацькій лізі штату за «Сідней Юнайтед» і ІСНПУ. Він готувався до виступів за юнацьку збірну Австралії віком гравців до 17 років, поки серйозна автомобільна аварія не спричинила травм, які зробили виступи за збірну неможливими.
Перший тренерський досвід Чкламовський отримав у «The Kings School Grammar» у Сіднеї, де він тренував команди до 14 і до 16 років у 2002 та 2003 роках. Він також з 2002 по 2008 рік працював у «Westfields Sports High School» як керівник відділу продуктивності. Протягом цього часу Чкламовський закінчив аспірантуру з прикладних наук, спортивного коучингу, та отримав сертифікат магістра. Чкламовський також має найвищу тренерську акредитацію, ліцензію Pro, отриману в 2016 році.

## Тренерська кар'єра

### Збірна Австралії
У 2014 році Чкламовський став асистентом головного тренера збірної Австралії. На чемпіонаті світу з футболу 2014 року в Бразилії австралійська збірна за результатами жеребкування отримала групу, у які три команди входили до топ-10 рейтингу ФІФА. «Соккеруз» мали зіграти проти збірних Чилі, Нідерландів та Іспанії. Цей турнір продемонстрував нову манеру гри для збірної Австралії. Гра команди породила нову надію та хвилювання, демонструючи нове покоління зірок. Після чемпіонату світу з футболу тренувальні збори у вересні, жовтні та листопаді були використані для розвитку команди для досягнення успіху в Кубку Азії. Збірна 10 місяців не перемагала, і всі ігри провела на виїзді.
Кубок Азії 2015 року, що відбувся в Австралії, став першим великим трофеєм для чоловічої національної збірної Австралії, яка виграла фінал проти збірної Південної Кореї, вирішальний гол забив у додатковий час Джеймс Троїсі.
Як чемпіон Азії, Австралія брала участь у Кубку Конфедерацій в Росії в 2017 році. Наступного року команда кваліфікувалася на чемпіонат світу з футболу 2018 року в Росії. Це була виснажлива кваліфікаційна кампанія, й австралійська збірна пройшла кваліфікацію, перемігши збірну Гондурасу з рахунком 3-0 у Сіднеї. 22 листопада 2017 року Анге Постекоглу оголосив про свою відставку з поста головного тренера австралійської збірної.

### Юнацька збірна Австралії
Під час роботи в національній збірній Австралії Чкламовський був призначений на посаду головного тренера юнацької збірної Австралії віком гравців до 17 років. Він створив новий процес запрошення та ідентифікації талантів усередині країни, запровадивши стратегію під назвою «Elite Games». Цей підхід був розроблений, щоб зібрати вибрану групу гравців у кожному штаті чи вибраному регіоні для участі в іграх вищого рівня в середині тижня. Усі ігри були запущені в Інтернеті для перегляду персоналом збірної, а потім Чкламовський відібрав і зібрав склад для кваліфікаційного етапу АФК. Австралійські юніори пройшли перший етап кваліфікації АФК у Монголії без поразок.

### Йокогама Ф. Марінос
У лютому 2018 року до Чкламовського звернувся Анге Постекоглу, запросивши його стати асистентом головного тренера в клубі Джей-ліги 1 «Йокогама Ф. Марінос» на сезон 2018 року. «Йокогама Ф. Марінос» на 20 % належить City Football Group. У 2018 році клуб посів друге місце на Кубку Левейна, програвши «Сьонан Бельмаре» на стадіоні в Сайтамі. У сезоні Джей-ліги клуб був під загрозою вильоту, його врятувала лише різниця м'ячів. У 2019 році «Йокогама Ф. Марінос» уперше за 15 років виграла Джей-лігу 1.

### Сімідзу С-Палс
Після успіху в клубі «Йокогама Ф. Марінос», який виграв Джей-лігу 1, Чкламовський у лютогому 2020 року був призначений головним тренером клубу «Сімідзу С-Палс», щоб покращити гру клубу після низки посередніх сезонів, та отримав можливість уперше за кар'єру стати головним тренером клубу. Клуб вважався прихильником тактики, орієнтованої на захист, і Чкламовський мав змінити стиль гри на атакуючий, щоб підтримати дух уболівальників клубу. Через тиждень після підписання контракту тренера було призначено нового генерального директора клубу, і клуб втратив свого основного голеадора, бразильського нападника Дугласа, який був найімовірніше найкращим нападником ліги, що перейшов до клубу «Віссел Кобе». Після першого туру епідемія COVID-19 зупинила сезон на 4 місяці, і протягом цього часу Джей-ліга вирішила не скасовувати сезон 2020 року. Наслідком цього став надзвичайно щільний графік із 33 ігор чемпіонату протягом 20 тижнів. «Сімідзу С-Палс» підтримували високу якість гри протягом щільного графіка, але проблеми з доступністю гравців і глибиною складу вплинули на показники команди. Команда увійшла до п'ятірки кращих за хвилинами ігрового часу для гравців до 21 року та до 24 років. У команді дебютував молодий японський футболіст Юїто Судзукі. У листопаді 2020 року Чкламовський був звільнений з посади.

### Монтедіо Ямаґата
30 квітня 2021 року Чкламовський підписав контракт із клубом Джей-ліги 2 «Монтедіо Ямаґата». Чкламовський був визнаний найкращим тренером в історії клубу після того, як він врятував клуб від вильоту в 2021 році, та підняв клуб у турнірній таблиці, фінішувавши на 6-му місці за різницею м'ячів. Потім він створив команду, яка була дуже близькою до підвищення у 2022 році. Чкламовський став першим іноземним тренером в історії клубу. Він має найвищий відсоток перемог серед усіх тренерів в історії клубу. Він також має найвищий рейтинг очок за гру серед усіх головних тренерів в історії клубу. Він також встановив клубні рекорди також у 2021 році з 12 безпрограшними матчами та 7 перемогами поспіль, що є найбільшими показниками в історії клубу.
Наприкінці сезону 2022 клуб зафіксував найвищий дохід від продажів і спонсорства за всю історію клубу. Іншим рекордом клубу, також досягнутим у міжсезоння, є здобуття найбільшого прибутку від трансферів в історії клубу. Це призвело до втрати багатьох ключових гравців з історичної стартової команди 2022 року, та змінило динаміку 2023 року, оскільки знову потрібно було створювати нову команду. У 2023 році контракт головного тренера було розірвано після сьомого туру з 6 очками в турнірній таблиці, на 5 очок відставання від шостої позиції.

### ФК Токіо
16 червня 2023 року Чкламовський був призначений головним тренером клубу «Токіо».

### Збірна Малайзії
16 грудня 2024 року Футбольна асоціація Малайзії повідомила про призначення Чкламовського новим головним тренером національної збірної Малайзії. Чкламовський приступив до роботи 5 січня 2025 року, та має завдання отримати кваліфікацію на Кубок Азії 2027 року.